# ALKS Stal Grudziądz
Autonomiczna Ludowa Kolarska Sekcja „STAL” Grudziądz – polski klub kolarski, założony w 1974 r.

## Historia / Osiągnięcia
Sekcja kolarska powstała w październiku 1974 przy Międzyzakładowym Klubie Sportowym „STAL” Grudziądz. Początki działalności były skromne bowiem zatrudniano tylko jednego instruktora i szkolono kilkunastoosobową grupę młodych początkujących kolarzy. Pod koniec lat siedemdziesiątych sekcja zatrudniła drugiego instruktora oraz zwiększyła liczbę trenujących zawodników. Efektem tego było zdobywanie pierwszych medali na Mistrzostwach Polski. Największym osiągnięciem tego okresu było zdobycie przez Marka Skórskiego tytułu Wicemistrza Świata juniorów na torze w wyścigu na 1km w Casablance w 1986 roku. W tym samym roku zawodnik ten na Mistrzostwach Świata w kategorii elita w Colorado zajął 10. miejsce.
Koniec lat osiemdziesiątych obfitował w sukcesy juniorów i juniorów młodszych, którzy zdobywali medale na Mistrzostwach Polski na szosie oraz torze. W tym okresie, a dokładnie w 1989 roku działacze klubu zorganizowali pierwszy duży wyścig juniorów o Puchar Prezydenta Grudziądza z udziałem ekip zagranicznych. Wyścig ten rozgrywany nadal i osiągnął najwyższą kategorię Międzynarodowej Federacji UCI i jednocześnie jest corocznie umieszczany w kalendarzu tej federacji. Startują w nim najlepsi juniorzy z całej Europy, którzy w Mistrzostwach Świata juniorów zdobywali medale np. Piotr Mazur, Michaił Ignatiew, Michał Kwiatkowski.
W 1991 roku w celu usamodzielnienia się od klubu sekcja podpisała umowę z Zarządem MZKS „STAL” o samofinansowaniu i od tego okresu sekcja stała się autonomiczna z własnym zarządem. Pierwszym prezesem był Jerzy Szczublewski. 
Początek lat dziewięćdziesiątych to powstawanie z inicjatywy Zarządu ASK Uczniowskich Klubów Sportowych w ościennych gminach powiatu grudziądzkiego. Powstanie wielu UKS-ów i dobra współpraca sekcji zaowocowała pojawieniem się coraz więcej talentów kolarskich. Z tego okresu wywodzą się Waldemar Chyliński (uczestnik Mistrzostw Świata juniorów w San Marino), Paweł Czaczkowski (uczestnik Mistrzostw Świata juniorów na torze na Kubie), Łukasz Kwiatkowski (reprezentant Polski, uczestnik Mistrzostw Świata i Europy od 1999 roku, olimpijczyk 2004 i 2008). Rok 2000 to pojawienie się kolejnych talentów głównie na torze. Do nich należą Katarzyna Jagusiak (uczestniczka Pucharów Świata i Mistrzostw Europy), Magdalena Sara (uczestniczka Pucharów Świata i Mistrzostw Europy), Michał Tokarz (uczestnik Mistrzostw Świata i Europy juniorów), Paweł Kościecha (uczestnik Mistrzostw Świata i Europy juniorów), Jakub Wycisk (uczestnik Mistrzostw Europy juniorów), Dawid Głowacki i Przemysław Klonowski (uczestnicy Mistrzostw Europy juniorów). Klub w latach 2002-2019 zdobywał tytuł Klubowego Mistrza Polski na Torze, natomiast w latach 2003-2019 tytuł Klubowego Mistrza Polski w kolarstwie. W roku 2009 zdobył tytuł Klubowego Mistrza Polski na Szosie.

## Szkółki Kolarskie
Grudziądzki klub kolarski jest jednym z największych i najbardziej utytułowanych ośrodków szkolenia młodzieży. W swojej strukturze posiada 16 szkółek kolarskich działających w ramach Narodowego Programu Rozwoju Kolarstwa - projektu Ministerstwa Sportu i Polskiego Związku Kolarskiego. Zawodnicy uczestniczą m.in. w wyścigach Kujawsko-Pomorskiej Ligi UKS organizowanej przez Urząd Marszałkowski województwa Kujawsko-Pomorskiego i Kujawsko-Pomorski Związek Kolarski.
Lista szkółek:

- UKS "Tandem" Grudziądz
- UKS "Orion" Gmina Grudziądz
- UKS "Orlik" Rogóźno
- UKS "Szaniec" Świecie nad Osą
- UKS "Omega" Gruta
- UKS "Robaczki" Robakowo
- UKS "Przyjaźń" Bartoszyce
- LUKS "Grodno" Nowogród
- SK "Cyklista" Zbójno
- SK "Victoria" Lisewo
- SK Płużnica
- SK Wielkie Łunawy
- SK Gruczno
- SK Jabłonowo Pomorskie
- SK Łasin
- SK Wąbrzeźno

## Imprezy
ALKS STAL Grudziądz oprócz szkolenia zawodników, organizuje na terenie miasta Grudziądz i okolic szereg imprez kolarskich:
- Międzynarodowy Wyścig Kolarski o Puchar Prezydenta Miasta Grudziądza – 34. edycje (z przerwami w okresie pandemii COVID-19 w latach 2020-2022)
- Puchary Polski w kolarstwie szosowym
- wyścigi w ramach Kolarskiej Ligi Uczniowskich Klubów Sportowych

W roku 2008 była organizatorem wyścigów kolarskich (jazda indywidualna na czas, start wspólny) w ramach XIV Ogólnopolska Olimpiada Młodzieży w Sportach Letnich „Kujawsko-Pomorskie 2008”